# Nieuwe Nazarethkerk (Berlijn)
De Nieuwe Nazarethkerk (Duits: Neue Nazarethkirche) was vroeger de tweede parochiekerk van de evangelisch-lutherse Nazarethgemeente in het Berlijnse stadsdeel Wedding. Sinds 1991 wordt de kerk gebruikt door de  pentecostalistische Evangelisch-freikirchliche Gemeinde Gottes Berlin.

## Geschiedenis
Met de groei van de parochie van de Oude Nazarethkerk tot 20.000 zielen in 1878, werd er besloten om de bestaande kerk te vergroten en binnen de parochie eveneens een nieuwe kerk te bouwen. Ten noordoosten van de Oude Nazarethkerk verrees naar ontwerp van de architect Max Spitta tussen 1891 en 1893 een neogotische kerk. In tegenstelling tot de torenloze Oude Nazarethkerk kreeg de Nieuwe Nazarethkerk een 78 meter hoge klokkentoren met spits. De kerk werd gewijd op 10 maart 1893.
Tijdens de Slag om Berlijn in 1945 leed de kerk ernstige beschadigingen. Na de deling van de Berlijn kwam de kerk in Oost-Berlijn te liggen. De kerk werd hersteld, maar in 1960 werd de neogotische inrichting bijna geheel verwijderd en verdwenen de beschilderingen onder een verflaag. Voor de slinkende geloofsgemeenschap bleek na verloop van tijd de kerk evenwel te groot. In 1989 moest de kerk de deuren sluiten. Sinds september 1991 werd het gebouw door de Evangelisch-freikirchliche Gemeinde Gottes Berlin overgenomen, een christelijke stroming die onder de pinksterbeweging valt en sinds 1988 ook in Berlijn actief is.
In 2003 werd de in 1960 verwijderde beschildering in vereenvoudigde vorm hersteld.